# ZIPMAN!!
『ZIPMAN!!』（ジップマン）は、芝田優作による日本の漫画。『週刊少年ジャンプ』（集英社）において、2020年1号から同年19号まで連載された。

## 登場人物

### 主要人物
鈩 鉄芽（たたら かなめ）
本作の主人公。17歳。ジャックマンに小さい頃から憧れていて、ジャックマンのオーディションに参加するが、顔が怖いという理由で落選。鋼志郎とジップマンになり、ZIPDOWNと戦う。
鈩 鋼志郎（たたら こうしろう）
本作のもうひとりの主人公。16歳。12歳でアメリカMITの博士号を取得。15歳でロボット研究・開発会社「STEEL-X」を設立。訃報の一週間前、会社を謎の正体不明のロボットに襲われ、鋼志郎はZIPスーツになっていた。鋼芽のことを「デビルゴリラ」と呼んでいる。
白金 千奈（しろかね ちな）
本作のヒロイン。17歳。鈩鋼芽と鈩鋼志郎の幼なじみ。謎のロボットの襲撃を受けるがジップマンによって助けられる。当初は、ジップマンの正体を知らなかったが、その後、すべての真相を知り、「STEEL-X」の一員として、鋼志郎の体を取り戻すために「ZIPDOWN」の会員と戦う際のサポートをするようになる。

### STEEL-X
辺見 護（へんみ まもる）
ロボット研究・開発会社「STEEL-X」に勤めている。24歳。ZIPスーツに魂を移されてしまった鈩鋼志郎の秘書的な役割を担っており、忠実に仕えている。
半田 すず（はんだ すず）
ロボット研究・開発会社「STEEL-X」に勤めている。28歳。ZIPスーツに魂を移されてしまった鈩鋼志郎に対しても、それまでと変わらない姿勢で接していた。

### ZIPDOWN
会長
世界に混乱をもたらそうと企む謎の組織「ZIPDOWN」のトップを務めている人物。猫のような姿をしたZIPスーツを着ており、その正体は謎に包まれている。
勇者
世界に混乱をもたらそうと企む謎の組織「ZIPDOWN」の会員。鎧のような風貌をしたZIPスーツを着ている。マモノ使い、女戦士、ドラゴンとパーティーを組んでいる。
マモノ使い
世界に混乱をもたらそうと企む謎の組織「ZIPDOWN」の会員で、勇者率いるパーティーの一員。小動物のようなZIPスーツを着ている。
女戦士
世界に混乱をもたらそうと企む謎の組織「ZIPDOWN」の会員で、勇者率いるパーティーの一員。髪が長い女戦士風のZIPスーツを着ている。武器の収納箱に見立てた巨大な3Dプリンターを背負っている。
ドラゴン
世界に混乱をもたらそうと企む謎の組織「ZIPDOWN」の会員で、勇者率いるパーティーの一員。龍に似た姿のZIPスーツを着ている。自由に空を舞うことができる。
孫悟空
世界に混乱をもたらそうと企む謎の組織「ZIPDOWN」の会員。猿のような風貌をしたZIPスーツを着ている。全会員の中でも、トップクラスの実力を誇る猛者中の猛者。
キューティーチャーム
世界に混乱をもたらそうと企む謎の組織「ZIPDOWN」の会員。女性アイドルのような姿をしたZIPスーツを着ている。

## 用語
ジップマン
鈩鋼志郎の魂が封じ込められたZIPスーツをまとった鈩鋼芽が、ヒーローとして活躍する際の名前。
ZIPスーツ
精巧な機械式のぬいぐるみ。着用した人間に強大な力を与える。
STEEL-X
鈩鋼志郎が設立したロボット研究・開発会社。
ZIPDOWN
世界に混乱をもたらそうとする謎の組織。

## 書誌情報
- 芝田優作『ZIPMAN!!』集英社〈ジャンプ・コミックス〉、全2巻
  1. 2020年4月3日発売[2][3]、ISBN 978-4-08-882303-4
  2. 2020年6月4日発売[4]、ISBN 978-4-08-882331-7